# Чинішеуць
Чинішеуць, Чинишівці (рум. Cinișeuți) — село у Резинському районі Молдови. Утворює окрему комуну.

## Населення
За даними перепису населення 2004 року у селі проживали 2734 особи.
Національний склад населення села:
| Національність       | Кількість осіб | Відсоток   |
| -------------------- | -------------- | ---------- |
| молдавани румуни     | 2001 3         | 73,2% 0,1% |
| українці             | 661            | 24,2%      |
| росіяни              | 50             | 1,8%       |
| цигани               | 8              | 0,3%       |
| болгари              | 3              | 0,1%       |
| гагаузи              | 2              | 0,1%       |
| євреї                | 1              | < 0,1%     |
| поляки               | 1              | < 0,1%     |
| інша / без відповіді | 4              | 0,1%       |
| Всього               | 2734           | 100%       |